# 松井田町原
松井田町原（まついだまちはら）は、群馬県安中市の地名。旧碓氷郡松井田町大字原にあたる地名である。郵便番号は379-0306。

## 地理
碓氷川上流域に位置し、北東を霧積川が流れている。

### 河川
- 霧積川

## 歴史
戦国時代頃からある地名であり、江戸時代になると安中藩領となった。
旧中山道の坂本駅は当地のことを言い、古くは「元坂本」とも言った。東山道坂本駅はこの付近に比定される。

### 年表
- 1889年 町村制施行により碓氷郡松井田町、臼井町、坂本町、西横野村、九十九村、細野村が成立し、碓氷郡坂本町となる
- 1954年 松井田町、臼井町、坂本町、西横野村、九十九村、細野村の6町村が合併して新たに碓氷郡松井田町原となる。
- 2006年3月18日 松井田町が安中市と合併し、安中市松井田町原となる。

### 地名の由来
地名は台地上の「はら」という意味に由来する。

## 世帯数と人口
2017年（平成29年）7月31日現在の世帯数と人口は以下の通りである。
| 町丁       | 世帯数 | 人口  |
| ---------- | ------ | ----- |
| 松井田町原 | 93世帯 | 196人 |

## 教育
市立小・中学校に通う場合、学区は以下の通りとなる。
| 番地 | 小学校               | 中学校               |
| ---- | -------------------- | -------------------- |
| 全域 | 安中市立松井田小学校 | 安中市立松井田中学校 |

## 交通

### 鉄道
鉄道駅はない。

### 道路
上信越自動車道が通過しているがICやSAはない。
国道は国道18号、碓氷バイパスが、県道は群馬県道・長野県道92号松井田軽井沢線が通過。

## 施設
- 安中警察署原駐在所
- 白髭神社

## 避難所
指定緊急避難場所
- 坂本・原生きがいセンター[7]
- 坂本スポーツ広場
- 原生活改善センター
- 灘田住民センター (土砂災害警戒区域にあるため、土砂災害時の避難には不適とされている。)
- 旧松井田西中学校校庭 (土砂災害警戒区域にあるため、土砂災害時の避難には不適とされている。)

指定避難所
- 坂本体育館[8]